# Альбом для марок
Альбо́м для ма́рок, или альбо́м ма́рок, — книга, часто со свободно вставляемыми листами (для последующего их добавления), в котором хранится и демонстрируется коллекция почтовых марок.
Альбомы — почти универсальное средство хранения марок, используемое для коллекций как новичков, так и коллекций мирового класса. Распространена практика характеризации размера коллекции количеством альбомов, в которых она хранится.

## История
В 1774 году генеральный сборщик пошлин Ирландии Джон Бурке создал коллекцию из разноцветных квитанций гербовых марок, наклеив несколько сотен миниатюрных налоговых документов в конторской книге. Собрание Бурке считается самым ранним предшественником альбома для марок и первой коллекцией класса «Ревеню».
Первый в мире альбом почтовых марок «Лаллье» был выпущен в 1862 году в Париже (Франция). Одним из первых альбомов для марок был также альбом «V. R.» фирмы «Стэнли Гиббонс», изданный в начале 1870-х годов. За ним последовали альбомы англ. «Improved» («Улучшенный»), а затем иллюстрированный «Imperial» («Имперский») этой же фирмы.
В России первый «Карманный альбом марок» появился в 1866 году, а первый «Иллюстрированный альбом для марок всех стран» был выпущен в 1889 году в издательстве Отто Кирхнера. Он был подготовлен И. И. Кревингом — одним из первых российских марочных торговцев. Альбом вышел в двух форматах: среднем и малом. В предисловии отмечалось, что издание альбома преследовало цель ближе ознакомить всех желающих со сбором марок и дать возможность коллекционерам правильно расположить своё собрание. Так же в предисловии давались советы, как правильно его вести. Например, рекомендовалось удалять с погашенных марок лишнюю бумагу, «чтобы хорошо видны были зубцатые края их», клею брать не больше точки, «а лучше всего применять к делу бумажки» — ножки. Всего в альбоме зафиксированы 222 почтовых издания, среди которых не только почтовые марки. В верхней части каждого листа, посвящённого какой-либо стране, указаны: название государства, занимаемая им площадь, число жителей, денежная единица; слева помещены портреты правителей. На последней странице альбома сообщалось, что все желающие могут приобрести «почтовые, телеграфные, гербовые марки, а также марки частных почтовых учреждений всех стран и русских земских почт по цене от 1 копейки до 75 рублей, а также смесь разных марок для оклейки комнат, от 50 копеек за тысячу и дороже».
Производство и распространение специальных альбомов для размещения филателистических коллекций, наряду с изданием каталогов почтовых марок всех стран мира и филателистических журналов, активно способствовали развитию систематического коллекционирования.
В первых альбомах марки наклеивались на листы с помощью либо собственного клеевого слоя (как если бы они наклеивались на конверт), либо нанесённого дополнительно клея. Скоро стало очевидно, что попытка отделения марки от листа, скорее всего, приведёт к повреждению либо марки, либо листа, и тогда появились марочные наклейки.
Во второй половине XX века в моду вошли более сложные методы хранения, такие как использование прозрачных пластиковых конвертов (клеммташей), предохраняющих марки от повреждения и дающих возможность их изучения с обеих сторон. Альбомы такого типа известны как «альбомы без наклеек» (hingeless albums).

## Современность
Среди современных производителей альбомов хорошо известны Leuchtturm (он же Lighthouse), Scott, Schaubek, White Ace, SAFE (Schwäbische Albumfabrik GmbH) и Prinz (Prinz Verlag GmbH). Коллекционер нередко начинает пользоваться каким-то одним брендом и заинтересован в его использовании дальше; при этом производители предлагают ежегодные обновления страниц альбомов для марок, эмитированных в предыдущем году.
| Пример тематического альбома для марок издательства «Methuen» (Великобритания, 1973)                                                                                              |
| --- |
| - Лицевая страница обложки альбома «Космос» - Задняя страница обложки, на которой перечислены альбомы серии «Мир марок» на темы «Домашние животные», «Спорт», «Космос» и «Европа» |

## Иллюстрированные альбомы
Многие коллекционеры покупают производимые разными компаниями иллюстрированные альбомы (с заранее напечатанными изображениями марок) и, по мере необходимости, дополнительные к ним листы. Ассортимент может быть широким: от альбомов всего мира, где места достаточно только для самых обычных марок каждой страны или чуть больше, до альбомов по одной стране, где предусмотрены места для всех известных марок данного государства.
Обычный формат альбомного листа — отпечатанное чёрно-белое изображение марки на каждой позиции, уменьшенное по размеру таким образом, чтобы настоящая марка закрыла его полностью, и обведённое тонкой рамкой вокруг марки. Подписи могут варьировать от минимального упоминания зубцовки или водяного знака до целого абзаца с описанием сюжета марки.
Альбомные листы почти всегда односторонние. Двусторонние листы экономят место, но требуют их прокладывания промежуточными листами из тонкой бумаги для недопущения сцепления марок друг с другом.
| Пример цветного, (частично) иллюстрированного альбома фирмы «Стэнли Гиббонс» (Великобритания, 1983) с двусторонними листами    |
| --- |
| - Внутренние страницы - Страницы для марок Великобритании викторианской эпохи - Страница для марок Уэльса десятичных номиналов |

## Компоновка
Расположение марок на альбомном листе зависит от вкуса коллекционера и назначения коллекции. В коллекции типа «каждой по одной» на одном листе могут располагаться ряды марок, в то время как на листе специализированной коллекции может находиться десяток экземпляров одного и того же типа марки, каждый из которых сопровождается описанием сведений о типе печати или оттенках цвета.
Традиционно лист оформлялся ручкой и чернилами; в последние годы в оформлении листов популярными стали компьютерное программное обеспечение и принтеры. Программа AlbumEasy служит примером одной из многих программ оформления листов коллекции, распространяется бесплатно и может использоваться как под Microsoft Windows, так и под GNU/Linux.
- Традиционный альбом марок — без напечатанных иллюстраций и мест для марок (показана страница коллекции марок индийского княжества Лас Бела)
- Лист альбома с предусмотренными местами для марок, но без их изображений, и с указанием сведений по каждой стране (на примере марок германской почты за границей)
- Лист стандартного альбома для коллекции по маркофилии (почтовых штемпелей Праги)

## Порядок хранения
У альбомов улучшенного качества имеются утолщённая мягким материалом обложка переплёта, что уменьшает возможное давление на марки, оказываемое стоящими на полке соседними альбомами. Предусмотрительные коллекционеры не втискивают альбомы вплотную друг к другу, чтобы между листами могло проходить немного воздуха во избежание увлажнения или прилипания клеевого слоя.